# 陳聖平
陳聖平（2000年10月27日—） ，為台灣棒球選手，守備位置為內野手，目前效力於中華職棒統一7-ELEVEn獅，曾效力於美國職棒亞利桑那響尾蛇小聯盟。

## 早年
陳聖平具阿美族背景，從小受棒球訓練，就讀錦興國小、光明國中、新竹市立成德高級中學。高中畢業後，他考取國立清華大學運動科學系。

## 職棒生涯

### 亞利桑那響尾蛇
美國職棒亞利桑那響尾蛇（小聯盟，2019年－2024年）

### 統一7-ELEVEn獅
陳聖平參加2024年中華職棒選秀會，獲統一7-ELEVEn獅於第一輪指名。他被期待成為內野即戰力，其2.5年複數年約總值新臺幣1,166萬元。他被定位為游擊手。2024年7月5日下半季首場比賽初登場，擔任先發游擊、第7棒，於第4個打席對陳琥擊出中職生涯首安。2024年7月13日客場面對富邦悍將，於9局上對林旺熙擊出個人中職生涯首轟，並以單場4安打、3分打點獲得單場最有價值球員。

## 成棒國手經歷
- 2021年U-23世界盃棒球賽中華隊
- 2022年U-23世界盃棒球賽中華隊

## 職棒生涯成績
| 年度 | 球隊           | 出賽 | 打數 | 安打 | 全壘打 | 打點 | 盜壘 | 四死 | 三振 | 壘打數 | 雙殺打 | 打擊率 | 上壘率 | 長打率 | OPS   |
| ---- | -------------- | ---- | ---- | ---- | ------ | ---- | ---- | ---- | ---- | ------ | ------ | ------ | ------ | ------ | ----- |
| 2024 | 統一7-ELEVEn獅 | 52   | 169  | 44   | 1      | 7    | 2    | 12   | 28   | 54     | 4      | 0.260  | 0.309  | 0.320  | 0.629 |
| 合計 | 1年            | 52   | 169  | 44   | 1      | 7    | 2    | 12   | 28   | 54     | 4      | 0.260  | 0.309  | 0.320  | 0.629 |

## 外部連結
- 陳聖平在台灣棒球維基館上的頁面（繁體中文）
- 陳聖平在美國職棒官網（英语）
- 陳聖平在中華職棒官網
- 陳聖平在Baseball-Reference.com（小聯盟以及海外聯盟）（英语）
- 陳聖平在ESPN（MLB）（英语）
- 陳聖平在The Baseball Cube（英语）